# Le Christ et Satan

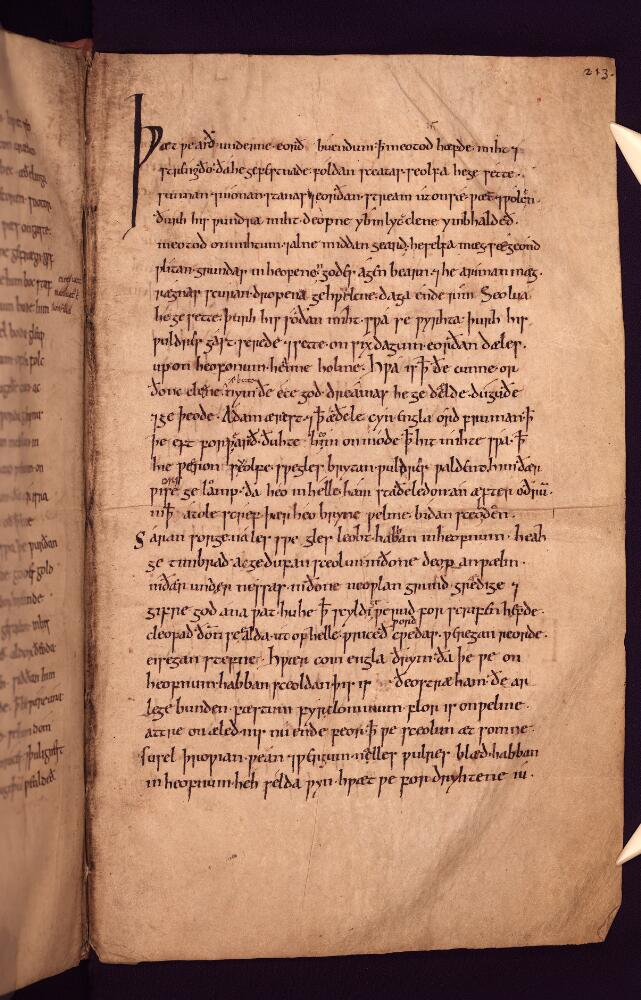
La première page du Christ et Satan dans le manuscrit Junius.

Le Christ et Satan (Christ and Satan en anglais) est un poème en vieil anglais qui figure dans le manuscrit Junius. Long de 729 vers, il s'inspire de plusieurs épisodes du Nouveau Testament.
La compilation du manuscrit Junius remonte aux alentours de l'an 1000, mais il est impossible de dater la rédaction du poème.

## Résumé
Contrairement aux autres poèmes du manuscrit Junius, Le Christ et Satan ne présente pas d'unité narrative. Il est communément divisé en trois parties :
1. La Chute de Satan (vers 1-365) voit Satan et les autres anges déchus exposer leurs griefs au Christ (et non à Dieu le Père, comme c'est habituellement le cas dans la littérature biblique).
2. La Descente aux Enfers (vers 366-662) est un récit de la Résurrection, de l'Ascension et du Jugement dernier qui s'intéresse tout particulièrement à la Descente aux Enfers du Christ, durant les trois jours que son corps passe dans la tombe, et sa victoire sur Satan.
3. La Tentation du Christ (vers 663-729) rappelle l'épisode de la tentation du Christ par Satan dans le désert.

## Codicologie
Comme la plupart des poèmes anglo-saxons, Le Christ et Satan n'est attesté que par une seule copie. Celle-ci figure dans le manuscrit Junius, un recueil de quatre poèmes bibliques en vieil anglais compilé aux alentours de l'an 1000. Le Christ et Satan occupe les pages 213 à 229 du codex. Il se distingue de plusieurs manières des trois autres poèmes du manuscrit, la Genèse, l’Exode et Daniel. Alors que ces trois derniers ont été recopiés à partir d'un modèle unique par un même scribe, Le Christ et Satan est l'œuvre de trois copistes différents : le premier s'est chargé des pages 213 à 215, le second des pages 216 à 228 et le troisième de la toute dernière page. Contrairement aux trois autres, qui sont illustrés ou auraient dû l'être, il est écrit de manière continue, sans espaces réservés à d'éventuelles enluminures. Il se conclut sur la mention « Finit Liber II. Amen », ce qui suggère qu'il constitue un « deuxième livre » par opposition à un « premier livre » constitué des trois autres poèmes. Il est d'ailleurs divisé en douze sections qui sont numérotées de manière distincte de celles du reste du manuscrit.

## Date et auteur
Ni la date de composition, ni l'auteur du Christ et Satan ne sont connus. Du fait même de son sujet, il ne peut avoir été composé avant la conversion des Anglo-Saxons au christianisme. Le premier poète anglo-saxon connu est Cædmon, un moine de l'abbaye de Whitby actif à l'époque de l'abbesse Hilda, entre 657 et 680. Il ne subsiste quasiment rien de son œuvre, mais Bède le Vénérable indique qu'il a mis en vers de nombreux passages de la Bible, dont « la création du monde, l'origine de l'homme et toute l'histoire de la Genèse », ainsi que « la sortie d'Égypte des enfants d'Israël et leur entrée en Terre promise, et beaucoup d'autres épisodes des Saintes Écritures ». La ressemblance entre le contenu du manuscrit Junius et la description de Bède incite le premier éditeur du manuscrit, François du Jon, à croire qu'il s'agit de poèmes écrits par Cædmon. Son édition, parue en 1655, s'intitule ainsi Cædmonis monachi paraphrasis poetica Genesios ac praecipuarum sacrae paginae historiarum…. Cette attribution reste incontestée jusqu'au milieu du XIXe siècle. Elle finit par être abandonnée au regard des considérables différences stylistiques qui séparent les poèmes, mais l'appellation de « manuscrit de Cædmon » continue à être employée pour désigner le manuscrit Junius 11.